# Bionectria aureofulva
Bionectria aureofulva är en svampart som först beskrevs av Cooke & Ellis, och fick sitt nu gällande namn av Schroers & Samuels 1997. Bionectria aureofulva ingår i släktet Bionectria och familjen Bionectriaceae.   Inga underarter finns listade i Catalogue of Life.